# The Magic Sword (film, 1901)
The Magic Sword, známý také pod názvem Magical Sword, je britský němý film z roku 1901. Režisérem je Walter R. Booth (1869–1938). Film trvá zhruba dvě minuty a stal se proslulým především pro své speciální efekty.

## Děj
Na střeše paláce se objeví mladý rytíř a jeho paní. Zatímco vesele tančí, objeví se čarodějnice, která se pokusí dámu zajmout. Rytíř ji zastaví a čarodějnice odlétne se svým koštěm pryč. Krátce nato pár vyruší hobgoblini, kteří ženu unesou. Rytíř cítí bolest opuštěnosti, když vtom se mu zjeví víla, která mu daruje meč pro záchranu své paní. Rytířovi se díky meči a skutkům víly záchranná akce podaří a všichni tři šťastný konec oslaví na zámecké hostině.